# Tom Robinson (atleet)
Thomas Augustus (Tom) Robinson (Nassau, 16 maart 1938 – aldaar, 25 november 2012) was een Bahamaans atleet die zich had toegelegd op de sprint. Hij nam deel aan vier opeenvolgende Olympische Spelen met als beste resultaat een achtste plaats in de finale van de 100 m in 1964.
In Nassau werd in 1981 een stadion gebouwd en vernoemd naar hem, het Thomas Robinson Stadium.

## Titels
- Gemenebestkampioen 220 y - 1958
- Brits West-Indisch kampioen 100 m - 1960, 1964

## Persoonlijke records
| Afstand | Tijd    | Jaar |
| ------- | ------- | ---- |
| 100 y   | 9,4 s   | 1958 |
| 100 m   | 10,38 s | 1964 |
| 200 m   | 20,8 s  | 1960 |

## Palmares

### 100 y
- 1958:  Gemenebestspelen - 9,69 s
- 1962:  Gemenebestspelen - 9,63 s
- 1966:  Gemenebestspelen - 9,44 s

### 220 y
- 1958:  Gemenebestspelen - 21,08 s

### 100 m
- 1956: 4e in serie OS - 11,06 s
- 1957:  Brits West-Indische kamp. - 10,6 s
- 1960:  Brits West-Indische kamp. - 10,4 s
- 1960: 5e in ½ fin. OS - 10,69 s (10,68 s in serie)
- 1962:  Centraal-Amerikaanse en Caribische Spelen - 10,41 s
- 1964:  Brits West-Indische kamp. - 10,3 s
- 1964: 8e OS - 10,57 s (10,22 s in ½ fin. met wind)
- 1968: DNF in serie OS

### 200 m
- 1956: 4e in serie OS - 21,76 s
- 1960: 5e in ½ fin. OS - 21,67 s (21,32 s in ¼ fin.)

### 4 x 100 m estafette
- 1968: DQ in ½ fin. OS